# Rouperroux-le-Coquet
Rouperroux-le-Coquet is een gemeente in het Franse departement Sarthe (regio Pays de la Loire) en telt 277 inwoners (1999). De plaats maakt deel uit van het arrondissement Mamers.

## Geografie
De oppervlakte van Rouperroux-le-Coquet bedraagt 12,0 km², de bevolkingsdichtheid is 23,1 inwoners per km².
De onderstaande kaart toont de ligging van Rouperroux-le-Coquet met de belangrijkste infrastructuur en aangrenzende gemeenten.

## Demografie
Onderstaande figuur toont het verloop van het inwonertal (bron: INSEE-tellingen).